# Грегорио Кортес
Грегорио Ховер Кортес (на испански: Gregorio Jover Cortés) е испански анархо-синдикалист, известен с участието си в Гражданската война в Испания.

## Биография
Като дете се мести във Валенсия, където се присъединява към социалистически и по-късно анархистки младежки организации. Около 1911 г. след като отбива военна служба като наборник, Кортес заживява в Барселона, където работи като дърводелец, присъединявайки се към Национална конфедерация на труда (CNT). Преследван заради активността си, той намира убежище във Валенсия за известно време, а след това се завръща в Барселона, където е избран за делегат на Каталонския дърводелски съюз, въпреки че също е активен в групата Лос Валенсианос. На 12 август 1923 г. участва в регионалния конгрес на CNT проведен в Манреса, като отхвърля предложения му пост на секретар, тъй като е обявен за неграмотен.
С диктатурата на Мигел Примо де Ривера се засилват репресиите срещу работническото движение, тъй като групи от въоръжени мъже, организирани от Sindicatos Libres, започват да нападат най-изявените синдикални активисти. Заедно с Буенавентура Дурути Кортес участва в организирането на убийството на министър-председателя Едуардо Дато (8 март 1921 г.), въпреки че не участва пряко в покушението. По време на една от тези „операции“ на 24 март 1924 г. Кортес е арестуван в Барселона, но успява да избяга и да замине в изгнание в Париж, заедно с Франсиско Аскасо, Буенавентура Дурути и повечето от милиционерите на Лос Солидариос. Там той работи във фабрика за матраци. Той е и един от организаторите на неуспешната експедиция до Бера (7 ноември 1924 г.) и опита за нападение над казармите в Драсанес (24 ноември 1924 г.). Междувременно през 1923 и 1924 г., неговата партньорка Ниевес Кастела ражда две деца – Ема и Либерто.
За да избегне експулсиране от Франция, заедно с Буенавентура Дурути и Франсиско Аскасо той емигрира в Латинска Америка, където създава друга нелегална група Лос Ерантес. Групата се завръща в Париж през 1926 г. През 1927 г. Кортес участва в организирането на покушението срещу крал Алфонсо XIII, но въпреки заповедта за обиск успява да избяга от ареста. През 1931 г. с провъзгласяването на Втората испанска република, той се завръща в Барселона и отново се присъединява към CNT.
От ноември 1932 г. е член на комитета на Барселонския металургичен съюз.

### Испанска гражданска война
След избухването на Гражданската война в Испания през юли 1936 г., Кортес става част от конфедералните милиции и ръководи колоната Аскасо в напредването ѝ от Барселона към фронта на Арагон, също участвайки в политиката на градовете наблизо, където успява да организира своите либертариански идеи на практика. Колоната на Кортес, заедно с други милиции се насочва към Уеска, установявайки позиции около града, докато го обсажда.
Заедно с други анархисти като Либерто Калехас, Ада Марти и Максимо Франко, командири на Червената и Черната колона и заедно с Работническа партия за марксистко обединение, те участват в така наречените Майски дни в Барселона през 1937 г.
След военизирането на милициите, постановено от републиканското правителство през 1937 г., Кортес продължава да ръководи 28-ма дивизия, която се бие на фронта на Арагон, Теруел, Леванте и в Естремадура. През май 1938 г. е произведен в чин подполковник. От пролетта на същата година командва 10-ти армейски корпус, сражавайки се на фронта Сегре до падането на Каталония през януари 1939 г.

### Изгнание
В изгнание във Франция, Кортес е арестуван на 10 февруари 1939 г. в La Guingueta d'Ix под предлог, че вече е бил експулсиран от Франция дванадесет години по-рано. Той е интерниран за 41 дни в затвора в Перпинян, откъдето е освободен на 4 април след като е осъден на 15 дни. След това е изпратен в концентрационния лагер Льо Верне. Лежи и в още няколко лагера.
Интернирането го кара да разбере, че живота му е невъзможен във Франция. След това Кортес решава да замине за Америка, преди да се качи на кораб за Санто Доминго и след това Мексико. Избран е за секретар на подделегацията на CNT в Мексико и на Комитета за връзки и помощ, от чието име през 1945 г. той иска влизането на CNT в испанското републиканско правителство в изгнание. Грегорио Кортес умира в Мексико на 22 март 1964 г.